# Stellifer stellifer
Stellifer stellifer är en fiskart som först beskrevs av Bloch, 1790.  Stellifer stellifer ingår i släktet Stellifer och familjen havsgösfiskar. Inga underarter finns listade i Catalogue of Life.